# Acido alluminico
L'acido alluminico è un acido debole di formula H3AlO3, prodotto dal comportamento anfotero dell'idrossido di alluminio Al(OH)3.
L'acido alluminico viene a formarsi solamente nelle soluzioni acquose a carattere basico, anche se, per la sua stessa natura di acido, si lega immediatamente al catione metallico presente nella soluzione, formando i vari sali alluminati.

## Sintesi
Un esempio di questo processo è la reazione di una soluzione di soda caustica con l'alluminio metallico:
2 NaOH + 2 Al + 2 H2O → 2 NaAlO2 + 3 H2
La formazione di acido alluminico passa inosservata, dato che viene subito a combinarsi con il sodio formando il rispettivo alluminato.
I prodotti finali sono quindi solamente idrogeno ed alluminato di sodio.

## Presenza
I sali dell'acido alluminico sono abbastanza stabili e possono benissimo venir isolati ed utilizzati per applicazioni pratiche, come additivi nel cemento.
L'acido alluminico, inoltre, si forma solo in presenza di acqua, come nella reazione sopra indicata. Se un alluminato viene deidratato, viene a formarsi acido metaalluminico, HAlO2.